# Jurów
Jurów – wieś w Polsce położona w województwie lubelskim, w powiecie tomaszowskim, w gminie Jarczów.
W latach 1975–1998 miejscowość administracyjnie należała do województwa zamojskiego.
Wieś jest sołectwem w gminie Jarczów. Według Narodowego Spisu Powszechnego z roku 2011 wieś liczyła 209 mieszkańców.
Wierni Kościoła rzymskokatolickiego należą do parafii Narodzenia Najświętszej Maryi Panny w Chodywańcach.

## Historia
Nazwa wsi pochodzi od nazwy osobowej „Jur” z sufiksem ~ów dającym brzmienie Jurów. Wieś wspomniana w dokumencie z roku 1453. W roku 1531 wymieniona w spisie parafii rzymskokatolickiej w Chodywańcach. W roku 1578 nazwę wsi pisano jako Juryow, była wówczas własnością wojewody bełskiego. Wieś królewska położona na przełomie XVI i XVII wieku w województwie bełskim. Wieś Juriów należała do uposażenia wojewodów bełskich. 
W roku 1882 istniała tu cerkiew po unicka postawiona z drewna. Domów było 55 zamieszkałych przez 417 mieszkańców. Włościanie posiadali 699 mórg ziemi uprawnej i 3 morgi łąk. Ziemia urodzajna popielatka i czarnoziem. Dwór murowany, z obszernym w pół dzikim ogrodem oraz folwark ma ziemi ornej o powierzchni 469 mórg należał hrabiego Łosia.
Na wzniesieniu zwanym „Horodysko”, istniał zamek obronny, dowodem na to były ślady fundamentów. Jak głosi podanie – w zamku tym bawił w czasie wojen szwedzkich w XVII wieku Karol Gustaw – król szwedzki. Zamek, napadany przez turków i tatarów, został zburzony. W 1838 wystawiano w pobliżu młyn.
W roku 1921 we wsi Jurów spisano 22 domy, 6 budynków gospodarczych oraz 224 mieszkańców w tym 194 prawosławnych. Kolonię Jurów zamieszkiwało 37 osób, istniały 2 budynki mieszkalne i 3 gospodarcze.